# Балкан (Болгария)
Балкан (болг. Балкан) — село в Болгарии. Находится в Хасковской области, входит в общину Стамболово. Население составляет 214 человек.

## Политическая ситуация
В местном кметстве Балкан, в состав которого входит Балкан, должность кмета (старосты) исполняет Керим Дургут Шериф (Движение за права и свободы (ДПС)) по результатам выборов.
Кмет (мэр) общины Стамболово — Гюнер Фариз Сербест (Движение за права и свободы (ДПС)) по результатам выборов.